# Hubert Linde
Hubert Ignacy Linde (ur. 3 listopada 1867 w Stanisławowie, zm. 17 kwietnia 1926 w Warszawie) – polski działacz państwowy i gospodarczy, minister poczty i telegrafów oraz skarbu w II RP.

## Życiorys

### Młodość
Był synem Ferdynanda (ziemianina) i Kamili ze Stańkowskich. W 1887 ukończył gimnazjum klasyczne w Stanisławowie. Od czerwca 1889 pracował jako konwojent ambulansu pocztowego we Lwowie, później awansował na młodszego urzędnika pocztowego. W 1891 r. rozpoczął studia na Wydziale Prawa Uniwersytetu Lwowskiego, które ukończył w 1895 r. Już w trakcie nauki w gimnazjum zaangażował się w działalność niepodległościową. Udzielał się w tajnych kołach młodzieży, które organizował członek Rządy Narodowego z czasów powstania styczniowego – Agaton Gillera. Natomiast w trakcie studiów zasilił szeregi Walki Czynnej Narodu, która powiązana była ze Związkiem Młodzieży Polskiej „Zet”.
W latach 1897–1905 był naczelnikiem urzędu pocztowego w Szczakowej, który stanowił ważny punkt przerzutowy między Królestwem Polskim, a Galicją. Linde przerzucał m.in. nielegalne materiały. W tym czasie został członkiem Ligi Narodowej. Obawiając się aresztowania przez władze rosyjskie, w 1905 r. przeniósł się do Samborza zostając tam dyrektorem urzędu. Dwa lata później przeniósł się do Tarnowa na analogiczne stanowisko. Tam zaangażował się w działalność Towarzystwa Szkoły Ludowej ( w latach 1911-12 był członkiem zarządu głównego), zakładając na wsiach nowe biblioteki.

### Wielka Wojna
W czasie I wojny światowej współorganizował 180-osobowy oddział „Dzieci Tarnowskich”, wchodzący w skład XIV Polskiej Drużyny Strzeleckiej w Tarnowie, która weszła w skład I Brygady Legionów.
W 1917 przedstawił Radzie Regencyjnej projekt organizacji poczty polskiej oraz Pocztowej Kasy Oszczędności. Po przejęciu Galicji przez Polską Komisję Likwidacyjną, Linde rozpoczął pracę w Polskim Banku Czekowym, który miał przejąć czynności po Postparkasse.

### II Rzeczpospolita
W grudniu 1918 premier Jędrzej Moraczewski powołał go na dyrektora Kasy (jeszcze wówczas nieistniejącej). 16 stycznia 1919 Linde został ministrem poczt i telegrafów w rządzie Ignacego Jana Paderewskiego. Jako szef resortu przyczynił się na tym stanowisku do odbudowy systemu pocztowego, zrealizował również projekt powołania Pocztowej Kasy Oszczędności (PKO) (dekret Naczelnika Państwa z 7 lutego 1919 r.). Będąc ministrem pozostawał w stałym konflikcie z socjalistycznym Związkiem Zawodowym Pracowników Pocztowych i Telegraficznych i był poddawany krytyce lewicy parlamentarnej, m.in. Ignacego Daszyńskiego; odszedł z rządu w grudniu 1919.
Po odejściu z rządu Linde został pierwszym prezesem PKO, doprowadzając rok później do przyznania bankowi odrębnej osobowości prawnej i wyłączenia spod jurysdykcji ministerstwa. Ponadto doprowadził m.in. do wprowadzenia obiegu czekowo-pocztowy w Polsce, czy krótkoterminowych kredytów dla osób prywatnych. Podczas galopującej inflacji jako prezes banku inwestował w nieruchomości. Linde był jednakże krytykowany w jaki sposób zarządza instytucją oraz zarzucani mu nepotyzm.
Na początku lipca 1923 r. ponownie znalazł się w rządzie, obejmując w gabinecie Wincentego Witosa stanowisko ministra skarbu. W czasie krótkiego pełnienia urzędu chaotycznie wprowadzał zmiany w programie naprawy skarbu, który przygotował Władysław Grabski, a Linde chciał wdrożyć w życie. Szybko uznano, iż minister nie jest przygotowany do pełnienia tej funkcji, co było wynikiem bardzo ogólnikowego expose. Zasadniczym celem nowego ministra było pozyskanie pożyczki zagranicznej. Linde zabiegał o nią w Anglii i USA. Do Polski z Wielkiej Brytanii przybyła misja finansowa pod kierunkiem Miltona Younga, która przygotowała raport o położeniu. Oprócz prób pozyskania pieniędzy spoza kraju, minister próbował ograniczyć emisję marki polskiej. Doprowadził do przyjęcia przez sejm niekorzystnie zmodyfikowanego projektu ustawy o podatku majątkowym i nie poprawił sytuacji skarbu państwa. 1 września 1923 został zdymisjonowany.
Po wyrzuceniu z rządu kontynuował pracę na stanowisku prezesa Pocztowej Kasy Oszczędności, lecz minister Grabski doprowadził w 1924 r. do podporządkowania PKO Ministerstwu Skarbu. Ponadto w październiku 1925 Najwyższa Izba Kontroli wykryła w pracy Kasy szereg nieprawidłowości, co doprowadziło do dymisji Lindego i wytoczenia mu procesu w Sądzie Okręgowym w Warszawie. Byłemu prezesowi zarzucono popełnienie sprzecznych z prawem czynów, które umożliwiły czerpanie korzyści osobom trzecim (nie jemu samemu, ale wśród beneficjentów tych działań miał być brat Lindego – Marian). 8 kwietnia 1926 r. stanął przed sądem i nie przyznał się do winy. W napiętej atmosferze (Lindego atakowała prasa – „Robotnik”, „Kurier Poranny”, „Dziennik Bydgoski”) na dwa dni przed planowanym ogłoszeniem wyroku Linde został zastrzelony na ulicy (17 kwietnia 1926 r.). Zabójca, sierżant WP Wacław Trzmielowski tłumaczył, że obawiał się wydania zbyt łagodnego wyroku; ze względu na kryminalną przeszłość Trzmielowskiego przed służbą wojskową pojawiła się teoria, że był on jedynie opłaconym mordercą. Wobec śmierci Lindego postępowanie karne wobec niego umorzono. Natomiast wyrok  z powództwa cywilnego zasądził na rzecz PKO odszkodowanie w wysokości 1,4 min zł. Ponadto sąd Lindego zrehabilitował, iż nie można było się dopatrzeć świadomego działania byłego prezesa na szkodę prowadzonej przez niego instytucji. Rok później sąd wyższej instancji oczyścił go ze wszystkich zarzutów.

Został pochowany na cmentarzu Rakowickim w Krakowie (kwatera GB, narożnik południowo-wschodni)

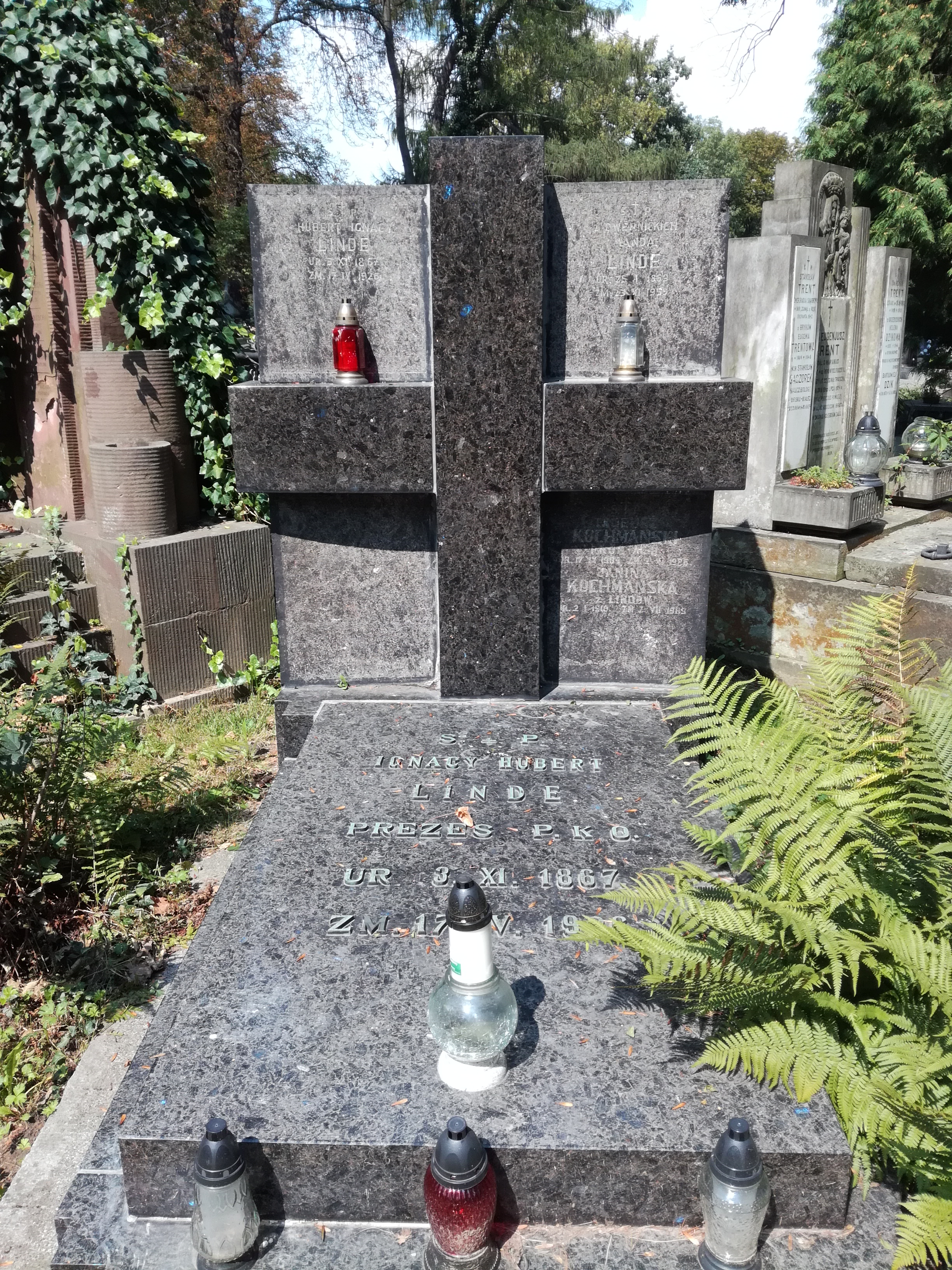
Grób Huberta Ignacego Lindego na cmentarzu Rakowickim

Linde działał w organizacjach społecznych, szczególnie Towarzystwie Szkoły Ludowej, także w niepodległej Polsce. Był autorem publikacji o tematyce historycznej i pocztowej, m.in. Ustrój poczty, Projekt organizacji Pocztowej Kasy Oszczędności w Polsce, głównie na łamach pisma „Przemysł i Handel”. Został odznaczony Krzyżem Kawalerskim Orderu Polonia Restituta.

## Życie prywatne
Z małżeństwa z nauczycielką Wandą Dwernicką (zawartym w 1895) miał pięcioro dzieci. Troje zmarło w dzieciństwie; córka Zofia wyszła za mąż za Ignacego Rapacza, córka Janina – za Tadeusza Kochmańskiego (inżyniera górniczego, profesora Akademii Górniczo-Hutniczej w Krakowie).

## Ordery i odznaczenia
- Krzyż Komandorski Orderu Odrodzenia Polski (2 maja 1922)[3][4]